# Гороженко Анна Василівна
Анна Василівна Гороженко (2 лютого 1982 м.Херсон) — українська журналістка—міжнародниця, письменниця, телеведуча. Кураторка проєкту з дослідження Українського бароко «Історія зі смаком».

## Життєпис
Анна Гороженко народилась 02 лютого 1982 в місті Херсоні.
Освіту здобула в Києві. Вчилась у школі —інтернаті № 20 та в середній школі № 24.
В 1998—2004 навчалась в Інституті журналістики Київського національного університету імені Тараса Шевченка, магістр міжнародної журналістики.
З 1999 року працювала на телеканалі СТБ у програмі новин «Вікна», «Вікна у світ». Висвітлювала захоплення заручників на Дубровці в Москві, «революцію троянд» в Грузії. Створила в 2002 році документальну стрічку «Дорога додому» про грузинсько—російську війну і відносини Грузії і України.
2003 року стала редакторкою ток-шоу на телеканалі «Інтер» «Дійові особи».
З січня 2004 року працювала редакторкою та головою міжнародного відділу «5 каналу», який створила, розвиваючи департамент міжнародної інформації в новинах. Автор багатосерійного проєкту «Квиток у Європу» — про нових членів Європейського Союзу.
У березні 2006 року була жорстко затримана у прямому ефірі у Мінську під час висвітлення підготовки до президентських виборів в Білорусі. За її словами, її возили кілька годин лісами, погрожували і завели у відділку карну справу. Визволити Анну Гороженко вдалось за втручання міністра внутрішніх справ М. Луценко і міністра закордонних справ В. Тарасюка, а також посла України в Білорусі В. Наливайченка.
2007 року Гороженко перейшла на телеканал «Інтер» і стала спеціальною кореспонденткою каналу в Лондоні (Велика Британія). Працювала в корпункті до 2012 року. В 2014 року була співорганізаторкою протесту на телеканалі «Інтер» і співавторкою листа про цензуру на каналі. Перейшла на СТБ у програму «Вікна», де працювала до 2021 року.
З 2019 року була ведучою проєкту «Горизонти історіі» про історію України. Авторка проєкту «Шляхетні історіі».
2022 року Анна Гороженко заснувала проєкт з дослідження Українського  бароко «Історія зі смаком». 2022 року відбулись зйомки однойменного телепроєкту. В межах проєкту відбуваються виставки, лекції, виступи учасників проєкту — реконструкторів, виконавців історичного танцю, кравців історичних костюмів, істориків.
У вересні 2023 року відбулась виставка проєкту в місті Йорк в Merchant Taylor Hall (Велика Британія).
У січні 2024 відкрилась спільна виставка проєкту «Історія зі смаком» та Чернігівського історичного музею Тарновського в м. Чернігові.
В 2022—2023 роках Анна Гороженко перебувала в Британії разом з донькою, проводила лекції з історії України для англійців, збирала кошти на потреби України.
2023—2024 працювала фрілансеркою журналісткою на радіо BBC radio York в англомовній редакції.
На початку 2024 року повернулась в Україну.
Двічі одружена, має доньку. Мешкає з другим чоловіком, продюсером телестудії.
Проводить презентації та зустрічі з читачами по всій Україні.

## Творчість
З 2019 року виходять її історичні романи у видавництві «Фоліо». В 2020 році вийшов історично-пригодницький автобіографічний роман «На вістрі».
Твори
- 2019 — «Кай, Грей та лісова фея» (видавництво Саміт-книга) дитяча література;
- 2019  — «Воля Ізабелли» про Ізабеллу Любомирську (Чарторийську);
- 2020 — «На вістрі» - шпигунський детектив;
- 2020  — «Лицарка Корони» про Анну Сокольську;
- 2021  — «У вогні плавильника. Срібло»,
- 2021 — «У вогні плавильника. Золото» про Анну Корецьку[6] та Софію Ружинську;
- 2022  — «Резидентка Її Величності» про Анну Дольську.